# Бруклін
Шаблон:StateAbbr_ 40°39′03″ пн. ш. 73°56′59″ зх. д. / 40.65083° пн. ш. 73.94972° зх. д.

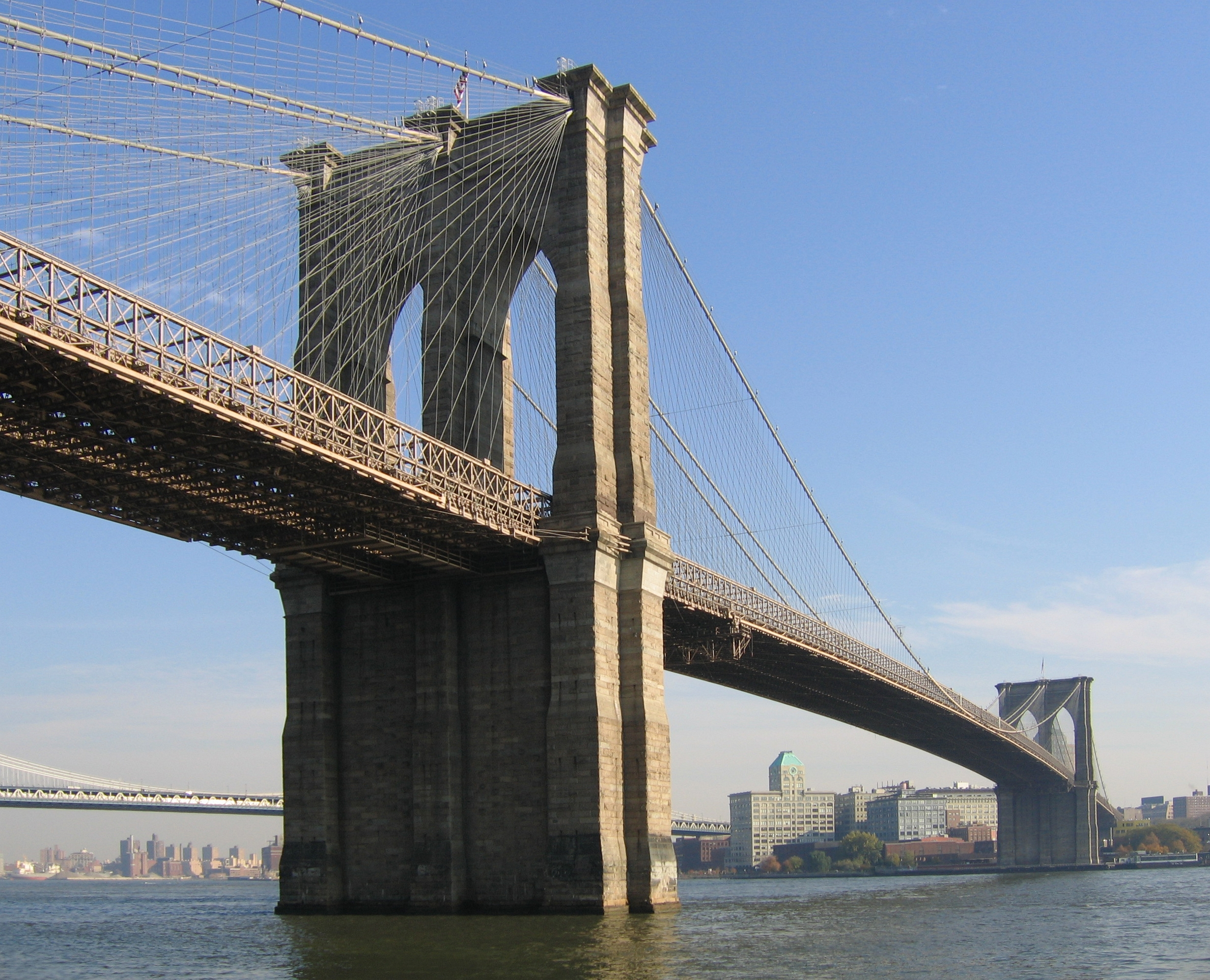
Бруклінський міст

Бру́клін (англ. Brooklyn, МФА: [ˈbrʊklɪn] Бру́клін) або Округ Кінґс (англ. Kings County) — округ у місті Нью-Йорк, штат Нью-Йорк у США, є першим за кількістю населення серед округів міста (у 2010 тут мешкало 2 504 700 осіб).
Бруклін є місцем з високим відсотком емігрантського населення, у тому числі єврейського, польського й українського.
Бруклін назвали на честь міста Брекелена в Нідерландах. Місто Бруклін було незалежним від Нью-Йорка до 1898 року. Офіційний девіз Брукліна — нід. Eendraght Maeckt Maght, написаний нідерландською мовою і перекладається як «Єдність породжує силу». Девіз також зображений на гербі та прапорі Брукліна.

## Історія
Округ утворений в 1634 році.

## Демографія
За даними перепису 2000 року загальне населення округу становило 2465326 осіб, усе міське. Серед мешканців округу чоловіків було 1156446, а жінок — 1308880. В окрузі було 880727 домогосподарств, 584120 родин, які мешкали в 930866 будинках. Середній розмір родини становив 3,41 особи.
Віковий розподіл населення поданий у таблиці:
| Стать    | До 15 років | 15-21  | 22-29  | 30-39  | 40-49  | 50-65  | 65-85  | Понад 85 |
| -------- | ----------- | ------ | ------ | ------ | ------ | ------ | ------ | -------- |
| Чоловіки | 283522      | 125505 | 147279 | 180307 | 157858 | 154380 | 97252  | 10343    |
| Жінки    | 271620      | 121887 | 163254 | 201651 | 182317 | 193088 | 149899 | 25164    |

## Персоналії

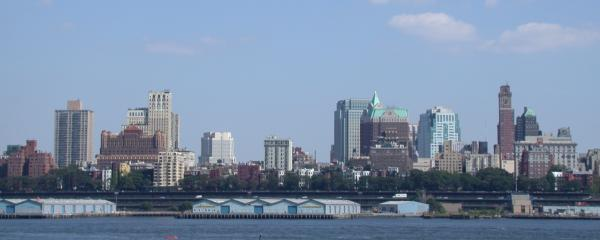
Вид на Бруклін з Мангеттену

- Фредерік Рот (1872—1944) — американський скульптор анімаліст
- Едвард Еверетт Гортон (1886—1970) — американський актор
- Пеггі Вуд (1892—1978) — американська акторка
- Гаррі Воррен (1893—1981) — американський кінокомпозитор
- Луї Келхерн (1895—1956) — американський актор театру і кіно
- Ліліан Тешман (1896—1934) — американська акторка
- Наталі Толмадж (1896—1969) — американська акторка
- Джордж Гершвін (1898—1937) — американський композитор
- Джордж Дж. Фолсі (1898—1988) — американський кінооператор
- Ірвінг Грант Тальберг (1899—1936) — голлівудський продюсер
- Пол Келлі (1899—1956) — американський актор театру, кіно і телебачення
- Флоренс Елдрідж (1901—1988) — американська акторка театру і кіно
- Клара Боу (1905—1965) — американська акторка
- Барбара Стенвік (1907—1990) — американська акторка театру, кіно й телебачення
- Петсі Келлі (1910—1981) — американська акторка, співачка і танцюристка
- Філ Сільверс (1911—1985) — американський актор театру, кіно і телебачення, комік, диктор радіо і актор озвучування
- Гелен Левітт (1913—2009) — американський фотограф
- Зеро Мостел (1915—1977) — американський актор театру і кіно
- Сьюзен Гейворд (1917—1975) — американська акторка
- Ріта Гейворт (1918—1987) — американська акторка й танцюристка
- Тед Пост (1918—2013) — американський режисер
- Міккі Руні (1920—2014) — американський актор
- Ейб Віґода (1921—2016) — американський актор кіно, театру та телебачення
- Беверлі Пеппер (1922—2020) — американська скульпторка
- Мел Брукс (* 1926) — американський режисер, сценарист, композитор, комік, актор і продюсер.
- Мартін Ландау (1928—2017) — американський актор кіно, театру та телебачення
- Алан Аркін (1934—2023) — американський актор, режисер, музикант та співак
- Анджело Бадаламенті (1937—2022) — американський піаніст і композитор
- Джо Дассен (1938—1980) — французький співак і музикант американського-єврейського походження
- Гарві Кейтель (* 1939) — американський актор
- Джессіка Волтер (1941—2021) — американська акторка
- Мартін Коув (* 1947) — американський актор театру і кіно
- Річард Дрейфус (* 1947) — американський актор
- Джон Туртурро (* 1957) — американський актор
- Стів Ізраел (* 1958) — американський політик
- Едді Мерфі (* 1961) — американський актор, режисер, продюсер і співак
- Вінсент Спано (* 1962) — американський актор
- Джона Фелкон (* 1970) — американський актор, шоумен і сценарист.

## Культура
- Бруклінський філармонічний оркестр

## Архітектура
- Бруклінський міст (англ. Brooklyn Bridge)
- Коні-Айленд (англ. Coney Island)
- Грін-Вудський цвинтар (англ. Green-Wood Cemetery)
- Дім Викофів (англ. Wyckoff House)